# Burg Duttenberg
Burg Duttenberg war ein Herrensitz im Duttenberg, einem Stadtteil von Bad Friedrichshall im Landkreis Heilbronn im nördlichen Baden-Württemberg. Die Höhenburganlage entstand als Herrensitz vermutlich bereits um das Jahr 800, hatte besonders im 14. Jahrhundert größere Bedeutung und gelangte im 17. Jahrhundert mit zugehörigen Ländereien an den Deutschen Orden, der die Anlage 1769 an privat veräußerte. Die im Osten von Duttenberg liegende Anlage ist wegen der jahrhundertelangen Nutzung als Wirtschaftshof nur noch vage als Burgareal zu erkennen. Ein herrschaftliches Wohngebäude, eine alte Kelter und die einst auch ummauerte Duttenberger Kirche markieren im Wesentlichen die Ausdehnung des einstigen Burgareals.

## Geschichte
Die Gemarkung von Duttenberg wurde 778 als Tutumer marca, die Burg als Dudunburc im Jahr 798/799 erstmals erwähnt. Man geht davon aus, dass die ursprüngliche Siedlung wohl um 600 im Zuge der fränkischen Landnahme auf Überresten von römischen Bauten bei der Kreuzkapelle in Duttenberg angelegt wurde. Um das Jahr 800 entstand knapp einen Kilometer nordöstlich davon auf einer Geländekante über dem Jagsttal ein Herrenhof, aus dem sich dann die mittelalterliche Burg Duttenberg entwickelte, die im 14. Jahrhundert die Herren von Weinsberg als Reichsgut hatten und verschiedenen Adeligen zu Lehen gaben, darunter im 14. Jahrhundert den Herren von Bieringen und im 15. und 16. Jahrhundert den Herren von Wittstatt.
Die Bedeutung und der einstige Umfang der Höhenburg sind nur noch zu erahnen. Die Burg bildete ein ummauertes Rechteck im äußersten Osten des Ortes. Westlich an das Burgareal mit Herrenhaus, Kelter, Wirtschaftsgebäuden und als Stumpfrest erhaltenem Turm schließt sich die ebenfalls ummauerte Kilianskirche an und weiter westlich dann der im 16. Jahrhundert auch teilweise ummauerte Ort. Die Ummauerung des Ortes geht auf Hans von Sickingen um 1460 zurück. Reste der verschiedenen Mauern sowie des nach Nordosten angelegten Grabens sind erhalten.

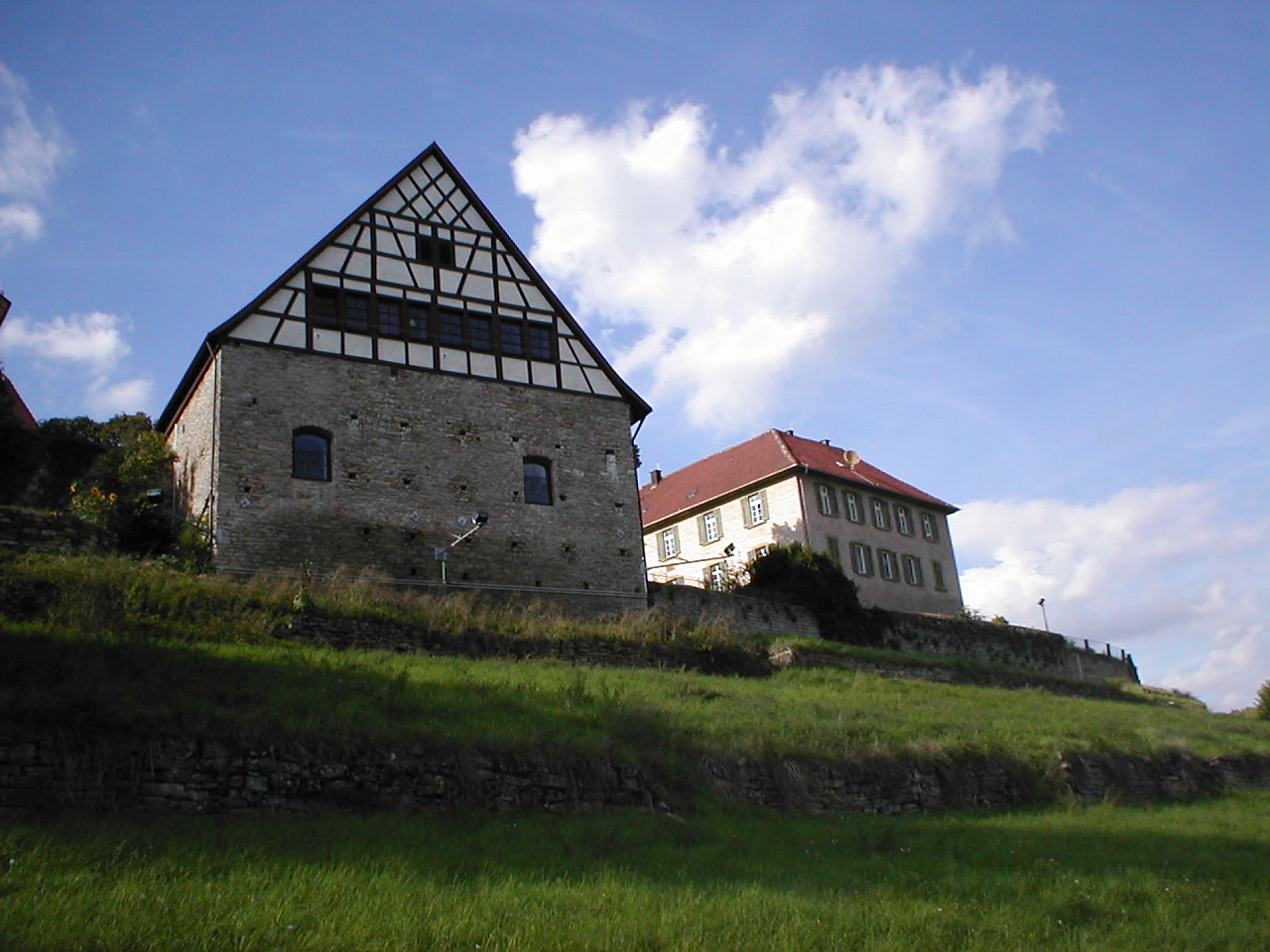
Kelter (links) und Herrenhaus (rechts) vom Jagsttal aus gesehen

Nach dem Aussterben der Wittstatt 1586 zogen die Nachfolger der Weinsberger, die Pfalzgrafen bei Rhein, den Herrenhof ein und vergaben ihn an Duttenberger Einwohner. 1599 kam der Deutsche Orden in den Besitz eines Teils der Anlage, nach dem Dreißigjährigen Krieg konnte der Orden die Anlage im Jahr 1668 vollständig mit 90 Morgen zugehörigen Ländereien erwerben. 1673 wurde das ursprünglich höhere Herrenhaus durch Brand beschädigt und verlor dadurch zwei Fachwerkobergeschosse.
Nachdem der Deutsche Orden seinen Duttenberger Besitz im 18. Jahrhundert in 20 Erblehen parzelliert an Duttenberger Bauern verpachtet hatte, veräußerte er das Herrenhaus 1769 an Joseph Reichert, während die Kelter beim Orden blieb. Von der Familie Reichert kam der Hof dann 1860 an die Familie Reiß, nach der das Burgareal auch Reißenhof genannt wird. Im Jahr des Besitzerwechsels wurde auf dem Areal eine baufällige Brennerei abgerissen, um dieselbe Zeit wurde ein bis dahin noch erhaltener Renaissance-Erker an der Westfassade des Herrenhauses entfernt und erhielt das Gebäude außerdem mit den schlichten, gleichförmigen Sandsteinfenstern im Wesentlichen seine heutige Gestalt.

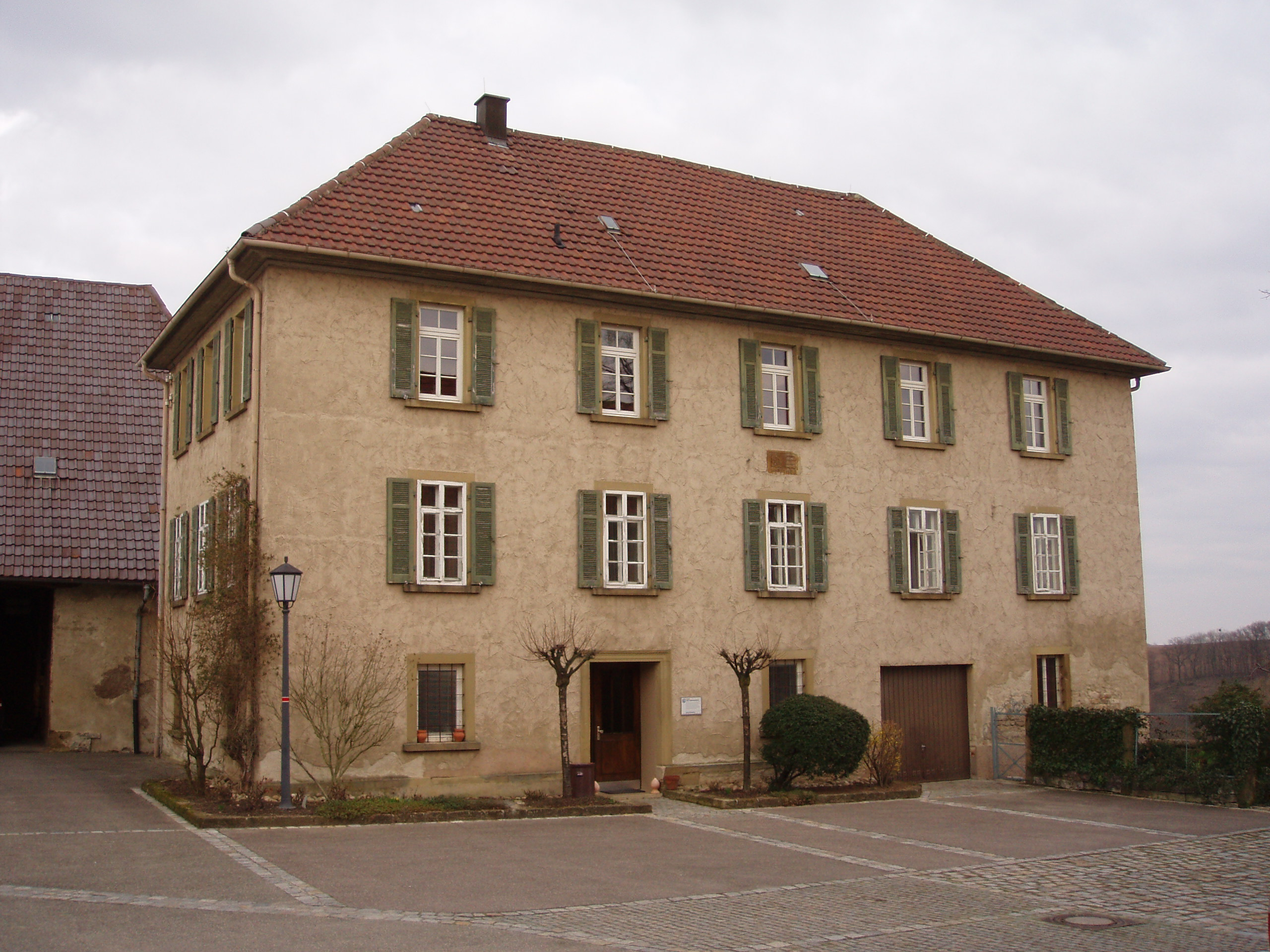
Herrenhaus
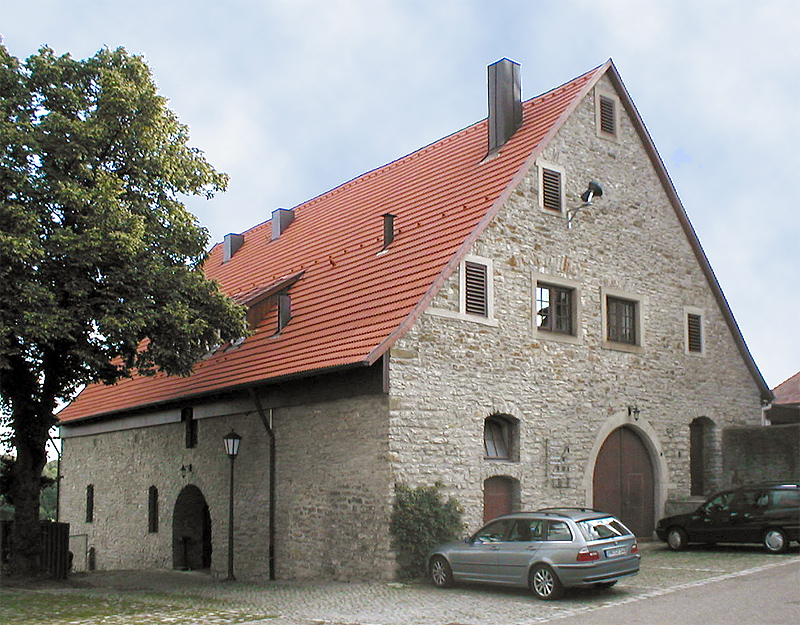
Kelter